# Darío Hernández
Darío Hernández Illiana (San Sebastián de los Reyes, 31 de maio  de  1990) é um ex-ciclista espanhol, resultado daqui por diante director desportivo da equipa Burgos BH.

## Biografia
Darío Hernández apanha a equipa amadora Sanse-Spiuk em 2009. Em 2011, ele integra a filial da equipa Caja Rural-Seguros RGA, com a qual toma o oitavo lugar da Cinturó de l'Empordà. No ano seguinte, disputa a Volta à comunidade de Madrid nas fileiras de uma selecção nacional da Espanha, para a sua primeira carreira entre os profissionais.
Passa a profissional em 2013 na equipa continental Burgos BH-Castilla y León. Realiza o seu melhor resultado no mês de outubro tomando o oitavo lugar da Volta a Hainan.
À saída da temporada de 2015, põe um termo à sua carreira e resulta desde o ano seguinte director desportivo da equipa Burgos BH.

## Palmarés
- 2011
  - Troféu Santiago de Chile de Palencia
- 2012
  - San Bartolomé Sari Nagusia
  - Zaldibia Sari Nagusia
  - 2.º da Leintz Bailarari Itzulia
  - 2.º do Oñati Proba

## Classificações mundiais
}
| Ano             | 2011   | 2012 | 2013 | 2014   |
| UCI Europe Tour | 1 143. |      |      |        |
| UCI Asia Tour   |        |      |      | 276.º. |